# М6 (мина)
Мина М6 (Anti-tank mine M6) — противотанковая противогусеничная мина нажимного действия.

## История
Разработана в США. Мина была принята на вооружение в 1949 году, с вооружения армии США снята в конце шестидесятых годов. Широко применялась в Корейской войне в 1952-53 годах.

## Описание
Мина представляет собой плоскую округлую металлическую коробку, внутри коробки помещается заряд взрывчатки, а сверху устанавливается взрыватель. Модификация со взрывателем М600 именовался М6А1, а со взрывателем М603 — М6А2. На боковой стенке корпуса и на днище имеются гнезда для установки взрывателя неизвлекаемости, закрытые пробкой. Взрыв происходит при наезжании гусеницей танка или колесом автомобиля на верхнюю крышку мины.